# Forposten
Forposten är en kulle i Antarktis. Den ligger i Östantarktis. Norge gör anspråk på området. Toppen på Forposten är 1 510 meter över havet, eller 137 meter över den omgivande terrängen. Bredden vid basen är 0,22 km.
Terrängen runt Forposten är platt åt nordväst, men åt sydost är den kuperad. Trakten är obefolkad. Det finns inga samhällen i närheten.